# تریپل اکس: دولت متحد
تریپل اکس: دولت متحد (به انگلیسی: XXX: State of the Union) یک فیلم اکشن و جاسوسی آمریکایی محصول سال ۲۰۰۵ به کارگردانی لی تاماهوری با بازی آیس کیوب، ویلم دفو، اسکات اسپیدمن، پیتر اشتراوس، ساموئل ال. جکسون، ایگزیبیت، سانی می‌بری، نونا گی و مایکل روف است. این فیلم دنباله فیلم تریپل اکس (۲۰۰۲) محسوب می‌شود. و دنباله این فیلم در سال ۲۰۱۷ با عنوان تریپل اکس: بازگشت زندر کیج با بازی وین دیزل منتشر شد.

## خلاصه داستان
افرادی سعی می‌کنند که دولت آمریکا را نابود و رئیس‌جمهور را سرنگون کنند اما …

## پاسخ انتقادی
در راتن تومیتوز این فیلم بر اساس ۱۳۷ نقد، با میانگین امتیاز ۳٫۸ از ۱۰، را دارد و امتیاز ۱۷٪ محبوبیت دارد، که نشان‌دهنده «بررسی‌های عموماً نامطلوب» است. تماشاگران مورد بررسی سینماسکور به فیلم نمره B+ در مقیاس A تا F دادند.